# Oznakowanie akustyczne

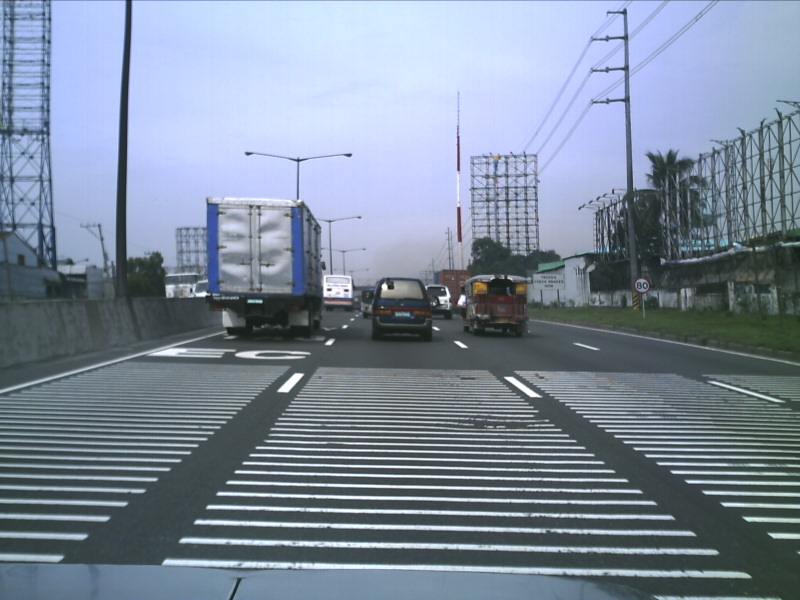
Oznakowanie akustyczne North Luzon Expressway na Filipinach

Oznakowanie akustyczne – znaki poziome wykonywane w sposób powodujący wytworzenie przez najeżdżający na linię pojazd efektu dźwiękowego, sygnalizującego kierowcy najechanie na linię.